# Charles Simonds
Charles Simonds (* 1945 in New York City) ist ein US-amerikanischer Bildhauer, der kleine Wohnstätten aus Ton für eine imaginäre Wanderbevölkerung, die kleinen Leute, in brüchige Mauern und Hausecken einarbeitet.

## Werdegang
Charles Simonds wurde 1945 als Sohn zweier Psychoanalytiker geboren. Seine Mutter ist Anita Bell. Von 1963 bis 1967 studierte Simonds an der University of California, Berkeley. Er heiratete Joanne Maude Oakes und gehörte zum Free Speech Movement. Er studierte bei dem Keramiker Jim Melchert und bei Harold Paris, lernte Stanley Fish kennen und erlangte 1967 den Bachelor. An der Rutgers University legte er den Master of fine arts ab und lehrte dann zwei Jahre lang am Newark State College Bildhauerei und Kunstgeschichte.
Mit Gordon Matta-Clark und Harriet Korman renovierte er zwischen 1969 und 1972 seinen Loft in der Christie Street, den er später verkaufte, um in der 28. Straße zu wohnen. Er traf Christo, Holly Solomon, Jeffrey Lew, George Trakas, Suzanne Harris, Keith Sonnier, und Philip Glass. Simonds ließ sich von Joanne Maude Oakes scheiden und lernte Lucy Lippard kennen, mit der er ab 1972 in der Prince Street lebte. Charles Simonds freundete sich mit Sol LeWitt, Nancy Holt und Robert Smithson an und schrieb Three Peoples, eine fiktive Ethnographie.
1977 nahm Simonds teil an der documenta 6 in Kassel teil, wo er seinen späteren Schwiegervater Franz Meyer traf und ging ein Jahr mit einem DAAD-Stipendium nach Berlin. Er arbeitete an den Serien Circles und Towers Growing und nahm an der Whitney Biennial teil. Schwebende Städte und andere Architekturen wurden im Westfälischen Kunstverein, Münster, ausgestellt. Kurator war Herbert Molderings. Unterstützt von Jürgen Schweinebraden folgten Ausstellungen in Ostberlin und im Stedelijk Museum in Amsterdam. „Cracking“ a fiction von Lucy Lippard wurde von der Buchhandlung Walther König herausgebracht und als Katalog zur Ausstellung im Museum Ludwig in Köln und in der Nationalgalerie (Berlin) zur Verfügung gestellt.
Harry Torczyner, ein Jurist und Kunstkritiker mietete (als eine Art surrealistische Aktion) 1978 eine Werbefläche am Times Square, auf der zu lesen warː Charles Simonds endorses Harry Torczyner for congress. Charles Simonds wurde davon weder in Kenntnis gesetzt, noch gab er während der Planungsphase seine Einwilligung.
1980 zog Simonds in einen Loft in der 22nd Street, New York. Er wurde von Hans Haacke eingeladen, um Bildhauerei an der Cooper Union, New York, zu lehren. 1981 stellte Simonds im Museum of Contemporary Art (Chicago) aus. 1982 traf er Bella Meyer, eine Enkelin Marc Chagalls, die er 1985 heiratet und mit der er zwei Kinder bekam. 1983 verabredete sich Simonds des Öfteren mit Meyer Schapiro und seiner Frau Lillian zum Tee. 1986 war Simonds Stipendiat der American Academy in Rome.
Simonds unternahm zahlreiche Reisen nach Deutschland, Frankreich, Italien, Österreich, Schweiz, Tunesien, Leningrad, Schottland, Shanghai und Guillin, Jerusalem, in die Karibik und mit John Beardsley nach Indien.

## Werk
Für Charles Simonds ist sein Werk seine persönliche Mythologie. Seine tönernen Objekte sind Gebäude für kleine Leute, sagt er, wenn ihn jemand fragt. Anfangs arbeitete er in den Straßen von Soho, ab 1972 auch in der Lower East Side. Ungefähr 200 Dwellings entstehen dort in einem Zeitraum von drei Jahren auf Fensterbänken, in Wandnischen, bröckelnden Wänden, unter Mauervorsprüngen, in Baulücken. Manche bleiben einen Tag erhalten, manche für lange Zeit. Auf seinen Reisen besiedelt Simonds auch andere Städte, andere Straßenzüge mit Miniaturgebäuden für die kleinen Leute.
Die Objekte aus verschiedenfarbigem, ungebranntem Ton, Sand und Holz, sind Gebäude, die an die Pueblos der Indianer erinnern. Sie sind als Erzählung zu begreifen. Die little people ziehen immer wieder um und hinterlassen als Referenz an eine Szene ihres Lebens ein Dwelling. So haben sie als Phantasie in der Stadt Bestand. Eine erfundene Gruppe Menschen, die aus der Vergangenheit kommend sich an immer neuen Orten in der Gegenwart niederlässt. Das Land, auf dem sie wohnen, ist Niemandsland und ohne bürokratischen Aufwand zu besiedeln, eine kleine Welt, ein eigenes System jenseits der Galeriewelt. Dadurch bekommt Simonds Werk eine politische Komponente.
Später werden die Dwellings konzeptueller und sind nicht mehr direkt in bestehende Architektur eingepasst. Eine tiefere Schicht dieser visionären Erd- und Menschheitsgeschichte zeigen die Plätze um die Gebäude herum. Sie erinnern an Plätze für Zeremonien, Rituale, deren runde Hügelformen, Spalten und steile Felsformationen auf weibliche und männliche Geschlechtsorgane anspielen. Simonds spricht von der vermengten sexuellen Evolution der Erde und  der Menschheit. Simonds hat auch Filme gedreht.